# 서맨사 파워
서맨사 제인 파워(Samantha Jane Power, 1970년 9월 21일 ~ )는 아일랜드 출생 미국의 교수, 작가, 외교관이며, 제28대 유엔 주재 미국 대사이다.